# Heinrich Müller (Fussballspieler, 1888)

Heinrich Müller auf dem Meisterbild des FCW von 1906 (obere Reihe, Zweiter von rechts)

Heinrich Müller auf dem Meisterbild des FCW von 1908 (obere Reihe, links)

Heinrich «Henry» Müller (* 1888 in Winterthur; † 11. Mai 1957 in Montreux) war ein Schweizer Fussballspieler, -funktionär und -trainer.
In seiner Aktivkarriere wurde er mit dem FC Winterthur dreimal Schweizer Meister. Er brachte es zu elf Einsätzen in der Nationalelf und war 1911 kurze Zeit Rekordnationalspieler. Nach seinem Karriereende war er beim Schweizerischen Fussballverband tätig und Schweizer Nationaltrainer bei der WM 1934.
Beruflich war er in leitender Funktion in der Schuhbranche tätig und hatte zuletzt Leitungsfunktion bei der Kartonfabrik Model & Co. in Weinfelden inne.

## Biografie

### Vereinskarriere
Müller kam 1888 in Winterthur zur Welt. Er spielte schon früh in den Winterthurer Schülermeisterschaften Fussball und wurde dort bereits von Fritz Ehrensperger, der 1901 über die Fusion mit dem FC Vereinigung Winterthur zum FCW kam, als Talent erkannt. 1903 trat er im ersten Studienjahr an der Industrieschule des Winterthurer Gymnasiums den Junioren des FC Winterthur bei.
Ab 1904 spielte er als Verteidiger in der 1. Mannschaft. Als Captain gehörte er in der Saison 1905/06 zum Meisterteam des FC Winterthur. Diesen Erfolg wiederholte die Mannschaft in der Saison 1907/08.
Wie andere Winterthurer zu dieser Zeit zog es ihn nach Abschluss seines Zivilingenieursstudiums an der ETH um 1910 nach Italien, wo er während der Saison 1911/12 für den FC Turin spielte. Er kam dort zu 13 Einsätzen und schoss als Verteidiger drei Tore. Das FCW-Clubbuch geht auch davon aus, dass er identisch ist mit dem Heini Müller, der 1910 als Torhüter bei Inter Mailand im Einsatz stand und mit dem Team italienischer Meister wurde, sowie dem Müller, der 1912 während einiger Spiele für den Firenze FC in der toskanischen Meisterschaft spielte.
Gesichert ist, dass er 1912 wieder in die Schweiz zum FC Winterthur zurückkehrte und dort seine Aktivkarriere in der Saison 1916/17 mit dem dritten und bisher letzten Meistertitel des Vereins abschloss. Er ist damit der einzige Spieler des FC Winterthur, der bei allen drei Meistertiteln in der 1. Mannschaft mitgespielt hat.

### Nationalmannschaft
Müller stand regelmässig im Aufgebot der Schweizer Nationalmannschaft. Sein erstes Spiel absolvierte er am 4. April 1909 in Karlsruhe gegen Deutschland, wobei er bereits in diesem Spiel Captain war. Abgesehen von einem Spiel gegen Englands Amateure am 9. April 1910, als Emile Glaser zuerst die Captainbinde trug, sie jedoch in der 8. Minute verletzungsbedingt Müller überlassen musste, war er während aller Spiele Captain der Mannschaft. Bei seinem dritten Einsatz gegen Deutschland erzielte er seinen einzigen Treffer für die Schweizer Nationalelf.
Mit seinem fünften «Nati»-Spiel gegen Ungarn am 8. Januar 1911 wurde Müller der zweite alleinige Rekordnationalspieler der Schweiz. Dieser Rekord wurde jedoch noch im selben Jahr nach vier Spielen von Pierre Colbet erreicht und sechs Spiele später übertroffen.
Sein letztes Spiel für die «Nati» absolvierte er am 9. März 1913 gegen Frankreich.

### Funktionär beim SFV
Nach Beendigung seiner Aktivkarriere übernahm Müller diverse administrative Aufgaben. Von 1919 bis 1921 präsidierte er ein Regionalkomitee des Verbands, und von 1924 bis 1943 war er Mitglied der Technischen Kommission des Schweizerischen Fussballverbandes, zuletzt 1942/43 als deren Präsident. Müller erhielt vom SFV 1939 die Ehrenmitgliedschaft zugesprochen.

### Trainer an der WM 1934
Müller war für zwei Spiele bei der Fussballweltmeisterschaft 1934 in Italien Nationaltrainer der Schweizer Nationalmannschaft, 1933 war er bereits als Co-Trainer der Mannschaft tätig gewesen. Vorher war diese Funktion jahrelang von der Technischen Kommission des SFV übernommen worden, deren Mitglied er auch war.
An der zweiten Weltmeisterschaft nahmen 16 Teams teil, und die komplette WM wurde in Turnierform ohne vorhergehende Gruppenphase ausgetragen. Die Schweiz gehörte dabei zu den ungesetzten Teams, die für die Achtelfinals einem gesetzten Team zugelost wurden. Am 27. Mai siegte die Schweiz gegen die Niederlande und rückte damit in den Viertelfinal vor. Dort traf die Mannschaft am 31. Mai auf die ebenfalls gesetzte Tschechoslowakei, gegen die sich die Nationalelf mit 2:3 geschlagen geben musste.

## Privates
Beruflich war er zunächst an leitender Stelle in der Schuhindustrie tätig und bekleidete in der Kriegswirtschaft den Vorsitz der Sektion Schuhe und Leder. 1945 heiratete er Elsa Müller, die seit 1940 und dem Hinschied ihres ersten Partners die Leitung der Verpackungsfabrik Model & Co. in Weinfelden innehatte, und wurde von ihr in die Firma geholt. Dort übernahm er zuerst die technische Leitung der Fabrik und wurde nach deren Umwandlung in eine Aktiengesellschaft Präsident des Verwaltungsrats. Im Militär stieg er bis zum Grad eines Artilleriehauptmanns auf.
Müller verstarb während eines Kuraufenthaltes in Montreux, wohin er sich zur Behandlung seines Herzleidens begeben hatte.